# جوني داير
جوني داير (بالإنجليزية: Johnny Dyer)‏ هو مغني وكاتب أغاني أمريكي، ولد في 7 ديسمبر 1938 في رولينغ فورك في الولايات المتحدة، وتوفي في 11 نوفمبر 2014 في سان ديماس في الولايات المتحدة.

## وصلات خارجية
- جوني داير على موقع ميوزك برينز (الإنجليزية)
- جوني داير على موقع ديسكوغز (الإنجليزية)